# Ptychandra obscurior
Ptychandra obscurior är en fjärilsart som beskrevs av Hans Fruhstorfer 1911. Ptychandra obscurior ingår i släktet Ptychandra och familjen praktfjärilar. Inga underarter finns listade.